# Bagen
Bagen ist ein Ortsteil der französischen Gemeinde Sauveterre-de-Comminges im Département Haute-Garonne in der Region Okzitanien.
Durch den Ort führt die Route départementale 26.

## Sehenswürdigkeiten

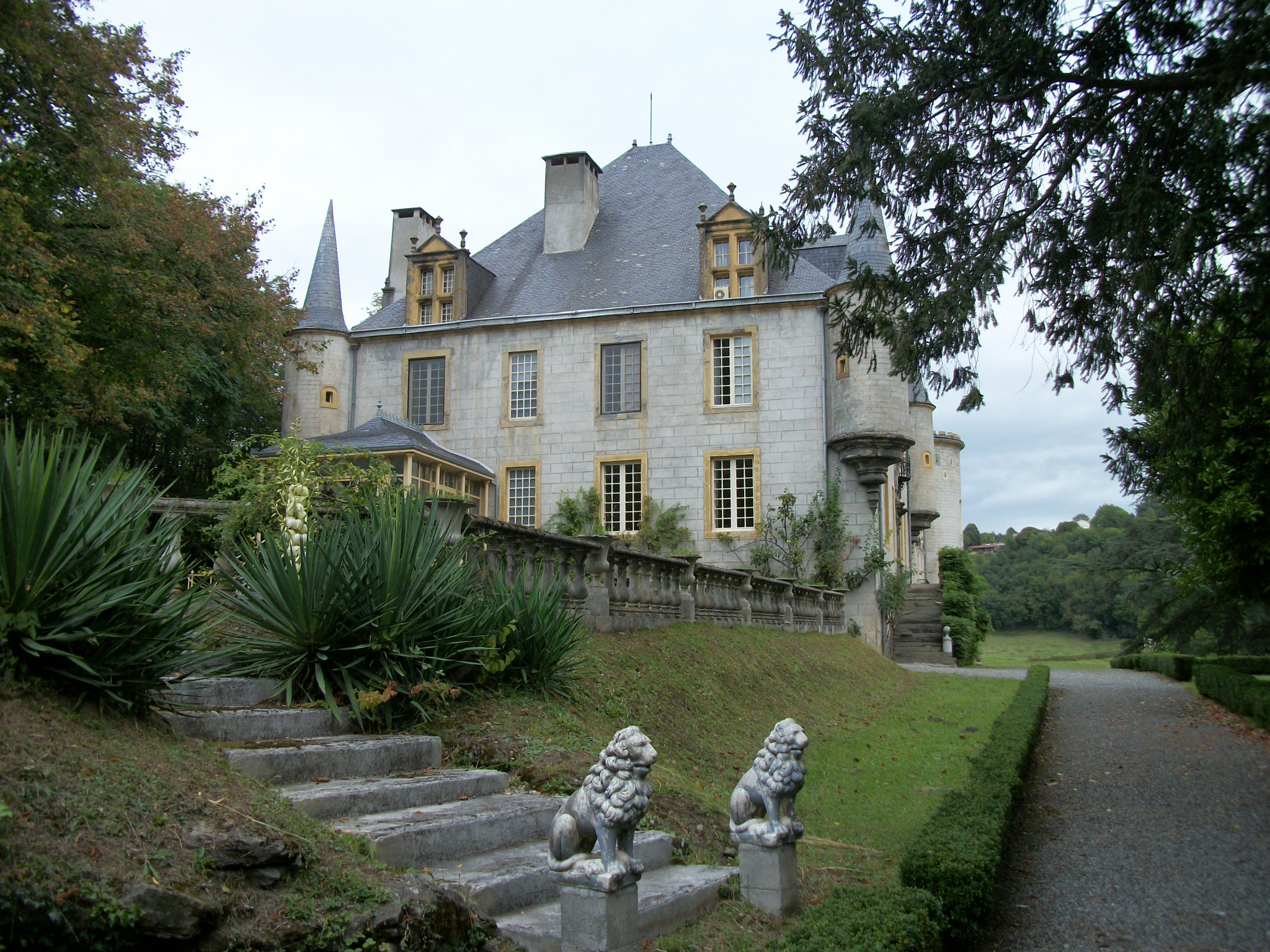
Schloss

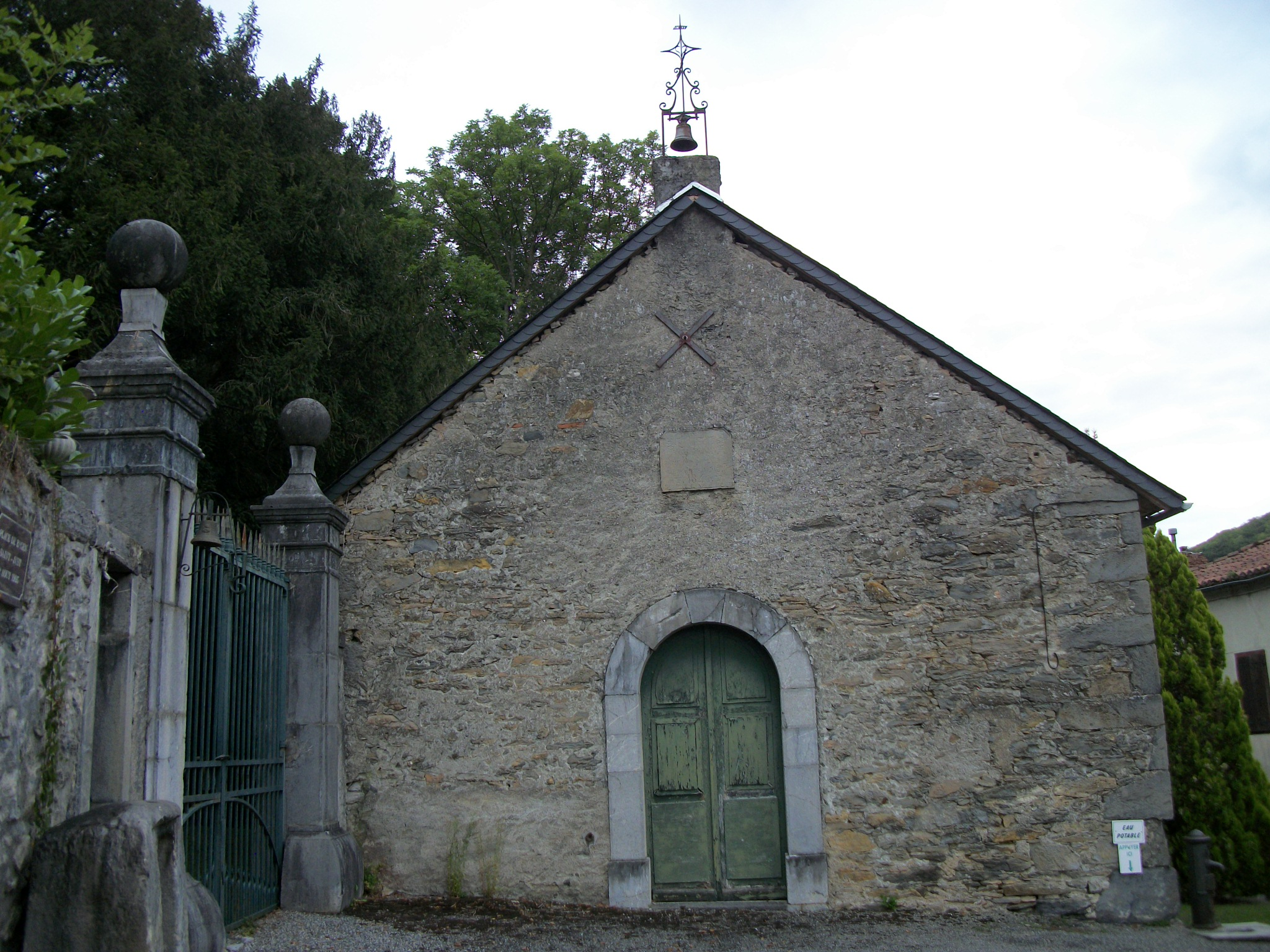
Schlosskapelle

- Schloss und ehemalige Schlosskapelle (erbaut 1840)